# Гильберт Семпрингхемский
Гильберт Семпрингхемский (лат. Gilbertus Sempringhamiensis, 1083, Семпрингхем, Линкольншир — 4 февраля 1189, Семпрингхем, Линкольншир) — святой, священник, основатель ордена гильбертинцев. 

## Биография

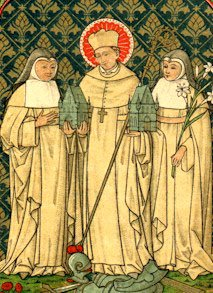
Святой Гильберт и 2 монахини

Обучался богословию в Париже. В 1123 году был рукоположен в священники в Семпрингхеме. В 1131 году создал из числа своих прихожан монашескую общину, жившую по бенедиктинскому уставу. Во время поездки во Францию познакомился с Бернардом Клервоским, который принял участие в разработке монашеских установлений для нового ордена. В 1148 году папа Евгений III утвердил орден и назначил Гильберта его генеральным приором. 
Всего Гильберт Семпрингхемский основал 13 женских и мужских монастырей, при которых создавались сиротские приюты, больницы для бедных и прокажённых. В 1165 году он по приказу короля Генриха II был арестован за поддержку, которую оказывал архиепископу Кентерберийскому Томасу Бекету. Однако вскоре был освобождён, хотя продолжал настаивать на невиновности прелата. В старости отказался от руководства орденом и вплоть до своей кончины жил как простой монах. 
Причислен к лику святых папой Иннокентием III в 1202 году. Память в Католической церкви (по Римскому мартирологу) — 4 февраля. В середине XV века английский хронист и агиограф Джон Капгрейв составил его житие.